# Detocarcinus
Detocarcinus is een geslacht van kreeftachtigen uit de klasse van de Malacostraca (hogere kreeftachtigen).

## Soort
- Detocarcinus balssi (Monod, 1956)